# جينا نايسونغر
جينا غراي نايسونغر (ولدت في 28 نوفمبر 2000) هي لاعبة كرة قدم أمريكية محترفة تلعب في مركز الظهير الأيسر لفريق انضمت إلى أرسنال في دوري السوبر للسيدات ومنتخب الولايات المتحدة لكرة القدم للسيدات. لعبت كرة القدم الجامعية مع فريق فلوريدا ستيت سيمينولز لكرة القدم للسيدات، وفازت في بطولة الوطنية 2021، قبل أن يتم اختيارها رابعةً من قِبل آن جي/آن واي غوثام في درافت دوري كرة القدم للسيدات الوطني 2023. حازت على لقب أفضل لاعبة صاعدة في دوري كرة القدم للسيدات الوطني، وحققت لقب بطولة دوري كرة القدم للسيدات الوطني مع غوثام في موسمها الأول.
ظهرت نايسونغر لأول مرة مع المنتخب الوطني الأمريكي الأول في عام 2023. وفازت بالميدالية الذهبية مع الولايات المتحدة في دورة الألعاب الأولمبية الصيفية 2024 في باريس، فرنسا.

## نشأتها ومسيرتها الجامعية
لعبت نايسونغر كرة القدم للشباب مع نادي سلامرز، وفازت في بطولة الدوري الوطني للأندية النخبة تحت 14 عامًا. كما شاركت في برنامج تطوير كرة القدم الأولمبي للشباب الأمريكي. تخرجت من مدرسة هنتنغتون بيتش الثانوية في ديسمبر 2018. لعبت كرة القدم للمدرسة حتى سنتها الجامعية الأولى، ثم اختارت اللعب مع نادي أكاديمية تطوير كرة القدم الأمريكية.

### فلوريدا ستيت سيمينولز
في مايو 2017، التزمت نايتسونغر باللعب في جامعة ولاية فلوريدا لكرة القدم. في عام 2019، لعبت مع نادي لوس أنجلوس غالاكسي أو سي، وشاركت في بطولة الدوري الوطنية، التي فاز بها فريق لوس أنجلوس غالاكسي أو سي بنتيجة 1-0 على كالجاري فوتهيلز دبليو إف سي.
لعبت في جامعة ولاية فلوريدا من عام 2019 إلى عام 2022. ظهرت نايتسونغر لأول مرة مع جامعة ولاية فلوريدا في 22 أغسطس 2019، ضد جامعة تكساس كريستيان. سجلت أول هدف لها في الجامعة في 1 سبتمبر 2019، ضد جامعة جنوب كاليفورنيا. وسجلت أول هدفين لها في 12 سبتمبر 2019، ضد كولورادو.
وصل فريق فلوريدا ستيت سيمينولز لكرة القدم للسيدات إلى نهائيات بطولة كرة القدم النسائية للقسم الأول من الرابطة الوطنية لرياضة الجامعات لعام 2020، حيث تعادل في الوقت الأصلي مع جامعة سانتا كلارا 1-1 بهدف نايسونغر في الدقيقة 63 قبل أن يخسر بركلات الترجيح، وفاز ببطولة 2021. اشتهرت نايتسونغر بشكل خاص بتسجيل أهداف مباشرة من ركلاتها الركنية بقدمها اليسرى، بما في ذلك هدف التعادل من تسديدة ركنية في مباراة بطولة مؤتمر الساحل الأطلسي لكرة القدم للسيدات 2022، وهدف عكسي لميشيغان أجبرته محاولة تسجيل هدف من تسديدة ركنية في ربع نهائي بطولة الرابطة الوطنية لرياضة الجامعات للقسم الأول لعام 2021، وهدفين سجلتهما من تسديدة ركنية في مباراتين منفصلتين في سبتمبر 2022 ضد لويزفيل وبوسطن كوليدج،
أطلق مؤتمر ساحل المحيط الأطلسي على نايسونغر لقب اللاعبة الأكثر قيمة في بطولة مؤتمر الساحل الأطلسي لكرة القدم للسيدات 2022. تم التصويت على نايسونغر أيضًا كواحد من ثلاثة مرشحين نهائيين لجائزة هيرمان لعام 2022 لتكريم أفضل اللاعبين الجامعيين في البلاد.

## مسيرتها الكروية

### نادي آن جي/آن واي غوثام
في نوفمبر 2022، صرّحت نايسونغر بأنها ستتخلى عن السنة الخامسة من أهلية الرابطة الوطنية لرياضة الجامعات التي منحتها الرابطة بسبب جائحة كوفيد-19، وتفكر في اللعب مع نادٍ أوروبي بعد إنهاء مسيرتها مع جامعة ولاية فلوريدا.
كانت نايتسونغر من بين المسجلين النهائيين في مسودة دوري كرة القدم للسيدات الوطني لعام 2023، واعتبرها محللو المسودة لاعبة خط وسط واعدة. في 13 يناير 2023، اختارها نادي جي/آن واي غوثام لكرة القدم في دوري كرة القدم للسيدات الوطني كرابعة اختيار إجمالي من مسودة اختبار اللاعبات.
وقعت نايسونغر عقدًا لمدة ثلاث سنوات مع نادي غوثام إف سي في 17 مارس 2023. ظهرت لأول مرة في الموسم العادي من دوري كرة القدم للسيدات الوطني مع نادي جوثام إف سي، حيث حلت محل اللاعبة المصابة علي كريجر خلال المباراة الافتتاحية لموسم دوري كرة القدم للسيدات الوطني 2023 في أنجيل سيتي. على الرغم من أنها لعبت في المقام الأول كمهاجمة خلال مسيرتها الجامعية، إلا أن المدرب الرئيسي خوان كارلوس أموروس أشركها في مركز الظهير الخارجي خلال موسمها الاحترافي الأول. لعبت في 20 مباراة بالدوري، وبدأت في 17 مباراة. وسجلت ثلاثة أهداف ولعبت أكثر من 1500 دقيقة خلال الموسم العادي. أطلق دوري كرة القدم للسيدات الوطني على نايسونغر لقب لاعبة الشهر الصاعدة في مايو ويوليو، مما يجعلها اللاعبة الوحيدة التي حصلت على الجائزة مرتين. تم اختيارها كأفضل لاعبة صاعدة في 8 نوفمبر 2023. لعبت نايسونغر في كل مباراة من مباريات ما بعد الموسم في موسم الدوري الوطني لكرة القدم للسيدات، وساعدت نادي غوثام في 11 نوفمبر 2023 على رفع كأس بطولة موسم الدوري الوطني لكرة القدم للسيدات 2023.

### نادي أرسنال
في 30 يناير 2025، وقّعت نايسونغر عقدًا مع نادي أرسنال، أحد أندية الدوري الممتاز للسيدات. وشاركت لأول مرة مع آرسنال في مباراة كأس الاتحاد الإنجليزي للسيدات ضد فريق لندن سيتي ليونيسز في 9 فبراير، وشاركت في فوزهم بنتيجة 2-0.

## مسيرتها الدولية
حضرت نايسونغر معسكرًا تدريبيًا مع منتخب الولايات المتحدة تحت 14 عامًا في عام 2014. كما مثلت منتخب الولايات المتحدة تحت 20 عامًا في بطولة الكونكاكاف للسيدات تحت 20 عامًا 2020. كما شاركت مع منتخبات تحت 16 عامًا، وتحت 17 عامًا، وتحت 18 عامًا، وتحت 23 عامًا. تم استدعاؤها لأول معسكر كامل للمنتخب الوطني للسيدات في 20 نوفمبر 2023، وظهرت لأول مرة في 2 ديسمبر 2023، في مباراة الفوز 3-0 على منتخب الصين. على الرغم من استدعائها كلاعبة خط وسط، إلا أن نايسونغر لعبت في أولى مبارياتها مع المنتخب الوطني في خانة الظهير. بدأت مباراتها الأولى في 5 ديسمبر 2023، ضد منتخب الصين. سجلت هدفها الأول في 20 فبراير 2024، عندما سجّلت ركلة جزاء ضد جمهورية الدومينيكان خلال كأس الكونكاكاف الذهبية 2024. اختيرت ضمن قائمة 18 لاعبة للمشاركة في دورة الألعاب الأولمبية الصيفية 2024 في باريس، فرنسا. شاركت في المباريات الخمس الأولى، حيث دخلت كبديلة، وجلست على مقاعد البدلاء خلال مباراة الميدالية الذهبية ضد البرازيل، والتي فازت بها الولايات المتحدة 1-0 بهدف من مالوري سوانسون.

## الإنجازات
الجوائز
فريق فلوريدا ستيت سيمينولز
- بطولة كرة القدم النسائية للقسم الأول من الرابطة الوطنية لرياضة الجامعات: 2021

آن جي/آن واي غوثام
- بطولة الدوري الوطني لكرة القدم للسيدات: 2023.[56]

نادي أرسنال
- دوري أبطال أوروبا للسيدات: 2024-25.[57]

منتخب الولايات المتحدة تحت 20 عامًا
- بطولة الكونكاكاف للسيدات تحت 20 عامًا: 2020

الولايات المتحدة
- الميدالية الذهبية في الألعاب الأولمبية الصيفية: 2024.[58]
- كأس الكونكاكاف الذهبية للسيدات: 2024.[59]
- كأس شي بيليفز: 2024.[60]

الجوائز الفردية
- أفضل لاعبة في بطولة أكتيف كوست لكرة القدم للسيدات: 2022
- قائمة نهائي كأس هيرمان: 2022.[61]
- أفضل لاعبة صاعدة في الدوري الوطني لكرة القدم للسيدات: مايو 2023، يوليو 2023.
- أفضل لاعبة صاعدة في الدوري الوطني لكرة القدم للسيدات: 2023.[62]
- الفريق الثاني لأفضل 11 لاعبة في الدوري الوطني لكرة القدم للسيدات: 2023